# یغیشه آیوازیان
یغیشه آیوازیان (ارمنی: Եղիշե Այվազյան؛ ارمنی غربی: Եղիշէ Այվազեան؛ انگلیسی: Ełiše Ayvazean زادهٔ ۱۸۹۰ - درگذشته ۱۹۹۳)، تاریخ‌نگار ادبی و نویسنده اهل ارمنستان بود.

## زندگی‌نامه
وی در ۱۸۹۰ در دشت آرارات به دنیا آمد و از مدرسه نرسیسیان فارغ‌التحصیل شد.  وی در ۱۹۹۳ در سن ۱۰۳ سالگی در استانبول درگذشت.

## یادداشت
1. ↑  գրականագետ